# خوزه ادواردو دی آراخو
خوزه ادواردو دی آراخو (به پرتغالی: José Eduardo de Araújo) هافبک اهل برزیل است که در شهر یوبرابا و در تاریخ ۱۶ اوت ۱۹۹۱ به دنیا آمده‌است.
خوزه ادواردو دی آراخو در تیم‌های فوتبال کروزیرو سابقهٔ حضور دارد.